# 정석모 (1871년)
정석모(鄭碩謨, 일본식 이름: 楓川碩謨호카와 세키보, 1871년 2월 28일 ~ 1942년 11월 30일)는 일제강점기의 관료 겸 교육인으로, 본관은 동래이며 본적은 전라북도 전주군 전주면이다.

## 생애
1890년 전라도 승보복시(陞補覆試)에 합격했으며 1891년 친림응제문과(親臨應製文科) 초시, 성균관 진사복시(進士覆試)에 합격했다. 1906년 11월 사립 전주함육학교(全州涵育學校)를 설립한 뒤 교장으로 취임했고 1910년 3월 사립 전주함육보통학교(全州涵育普通學校) 교장을 역임했다.
1911년 1월부터 1913년 3월까지 사립 전주육영보통학교(全州育英普通學校) 교장을 역임했으며 1914년 12월 28일부터 1917년 3월 2일까지 전라북도 전주군 참사, 1917년 3월 3일부터 1920년 5월 1일까지 전라북도 도참사를 역임했다. 1920년 12월 20일 전라북도 민선 도평의회원으로 임명되었고 1921년 5월 전라북도 내무부 지방개량사무 촉탁으로 위촉되었다.
1928년 11월 16일 일본 정부로부터 쇼와대례기념장을 받았으며 1933년 6월 3일부터 1936년 6월 2일까지 조선총독부 중추원 참의를 역임했다. 중추원 참의로 재직 중이던 1934년 1월 소작령실시촉진회 실행위원으로 위촉되었고 1935년 10월 1일 조선총독부로부터 시정 25주년 기념표창으로 은배 1조를 받았다.
1936년 4월부터 1939년까지 경학원 강사로 재직했으며 1939년 11월 조선유도연합회 평의원으로 위촉되었다. 1936년 6월 2일 정7위에 서위되었고 1938년 9월 21일에 열린 조선방공협회 전라북도 결성식에서 축사를 전달했다. 친일파 708인 명단의 중추원 부문, 민족문제연구소의 친일인명사전 수록자 명단의 중추원 부문, 친일단체 부문, 친일반민족행위진상규명위원회가 발표한 친일반민족행위 705인 명단에 포함되었다.

## 참고자료
- 친일반민족행위진상규명위원회 (2009). 〈정석모〉. 《친일반민족행위진상규명 보고서 Ⅳ-16》. 서울. 152~166쪽.